# Арибо, Джо
Джозеф Олувасейю Темитопе Айоделе-Арибо (англ. Joseph Oluwaseyi Temitope Ayodele-Aribo; род. 21 июля 1996, Камберуэлл, Большой Лондон) — нигерийский футболист, полузащитник клуба «Саутгемптон» и сборной Нигерии.

## Клубная карьера
Арибо начал профессиональную карьеру в клубе «Стейнс Таун». 9 августа 2014 года в матче против «Уайтхока» он дебютировал в Истмийской лиге. В 2016 году Арибо перешёл в «Чарльтон Атлетик». 17 декабря в матче против «Питерборо Юнайтед» он дебютировал в 1 Лиге Англии. 23 декабря в поединке против «Блэкпула» Джо забил свой первый гол за «Чарльтон Атлетик».
Летом 2019 года Арибо перешёл в шотландский «Рейнджерс». 4 августа в матче против «Килмарнока» он дебютировал в шотландской Премьер-лиге. 10 ноября в поединке против «Ливингстона» Джо забил свой первый гол за «Рейнджерс». 20 февраля в матче Лиги Европы против португальской «Браги» он забил гол. В 2021 году Джо помог клубу выиграть чемпионат. В 2022 году стал финалистом Лиги Европы, где в финале против франкфуртского «Айнрахта» забил гол. В том же году помог команде завоевать Кубок Шотландии.
Летом 2022 года Арибо перешёл в «Саутгемптон», подписав контракт на 4 года. 6 августа в матче против «Тоттенхэм Хотспур» он дебютировал в английской Премьер-лиге. 13 августа в поединке против «Лидс Юнайтед» Джо забил свой первый гол за «Саутгемптон». 

## Карьера в сборной
10 сентября 2019 года в товарищеском матче против сборной Украины Арибо дебютировал за сборную Нигерии. В этом же поединке он забил свой первый гол за национальную команду. 
В 2022 году Арибо принял участие в Кубке Африки 2021 в Камеруне. На турнире он сыграл в матчах против команд Египта, Судана и Туниса.

### Голы за сборную Нигерии
| # | Дата             | Место                                   | Противник | Счёт | Результат | Соревнование      |
| - | ---------------- | --------------------------------------- | --------- | ---- | --------- | ----------------- |
| 1 | 10 сентября 2019 | Днепр-Арена, Днепр, Украина             | Украина   | 0:1  | 2:2       | Товарищеский матч |
| 2 | 13 октября 2019  | Национальный стадион, Калланг, Сингапур | Бразилия  | 0:1  | 1:1       | Товарищеский матч |

## Достижения
«Рейнджерс»
- Победитель шотландской Премьер-лиги: 2020/2021
- Обладатель Кубка Шотландии: 2021/2022
- Финалист Лиги Европы: 2021/2022